# Niobokupletskite
La niobokupletskite è un minerale appartenente al supergruppo dell'astrofillite.

## Etimologia
Il nome deriva dalla composizione chimica: riflette un cospicuo contenuto in niobio e affinità con la kupletskite.